# 東京都立足立特別支援学校
東京都立足立特別支援学校（とうきょうとりつ あだちとくべつしえんがっこう）は、東京都足立区花畑にある公立特別支援学校。知的障害児を教育対象にしている。

## 概要
高等部のみからなる単独校である。普通科と職能開発科の2つの学科を設置しており、職能開発科には東京都全体から生徒が通っている。校舎敷地の境界には埼玉県との県境が走る。

## 沿革
- 1978年（昭和53年） - 開校
- 1979年（昭和54年） - 新校舎移転
- 1992年（平成4年） - 校内に花畑分校開校 高等部単独校となる。
- 1994年（平成6年） - 分校分離
- 2002年（平成14年） - 旧足立ろう学校及び足立養護学校花畑分校跡地に移転。
- 2008年（平成20年） - 学校名を「東京都立足立特別支援学校」に変更。

## 所在地
- 住所：東京都足立区花畑7丁目23番15号
- アクセス：東武バス「草加記念体育館」停留所 徒歩3分